# Jehu
Jehu (hebr. ‏יֵהוּא‎, On jest Jahwe, w tekstach asyryjskich: Jaua) – postać biblijna ze Starego Testamentu, syn Jozafata, syna Nimsziego, król północnego Izraela w latach 841–814 p.n.e.
Początkowo jeden z dowódców wojskowych króla Jorama, później, podburzony przez proroka Elizeusza, wywołał powstanie religijne, w wyniku którego wyeliminowana została ze sceny politycznej dynastia Omridów. Krwawe prześladowania Jehu miały na celu przywrócenie religii jahwistycznej, chociaż sam król nie zdelegalizował kultu najstarszego bożka królestwa − złotego cielca.
Za panowania Jehu kraj został zaatakowany przez króla Aramejczyków Chazaela: Chazael pobił Izraelitów na całym ich obszarze, od Jordanu na wschód słońca, cały obszar Gileadu, Gadytów, Rubenitów, Manassytów – od Aroeru, który leży nad rzeką Arnon – Gilead i Baszan.
Pojawia się w II Księdze Królewskiej, w rozdz. 9–10.

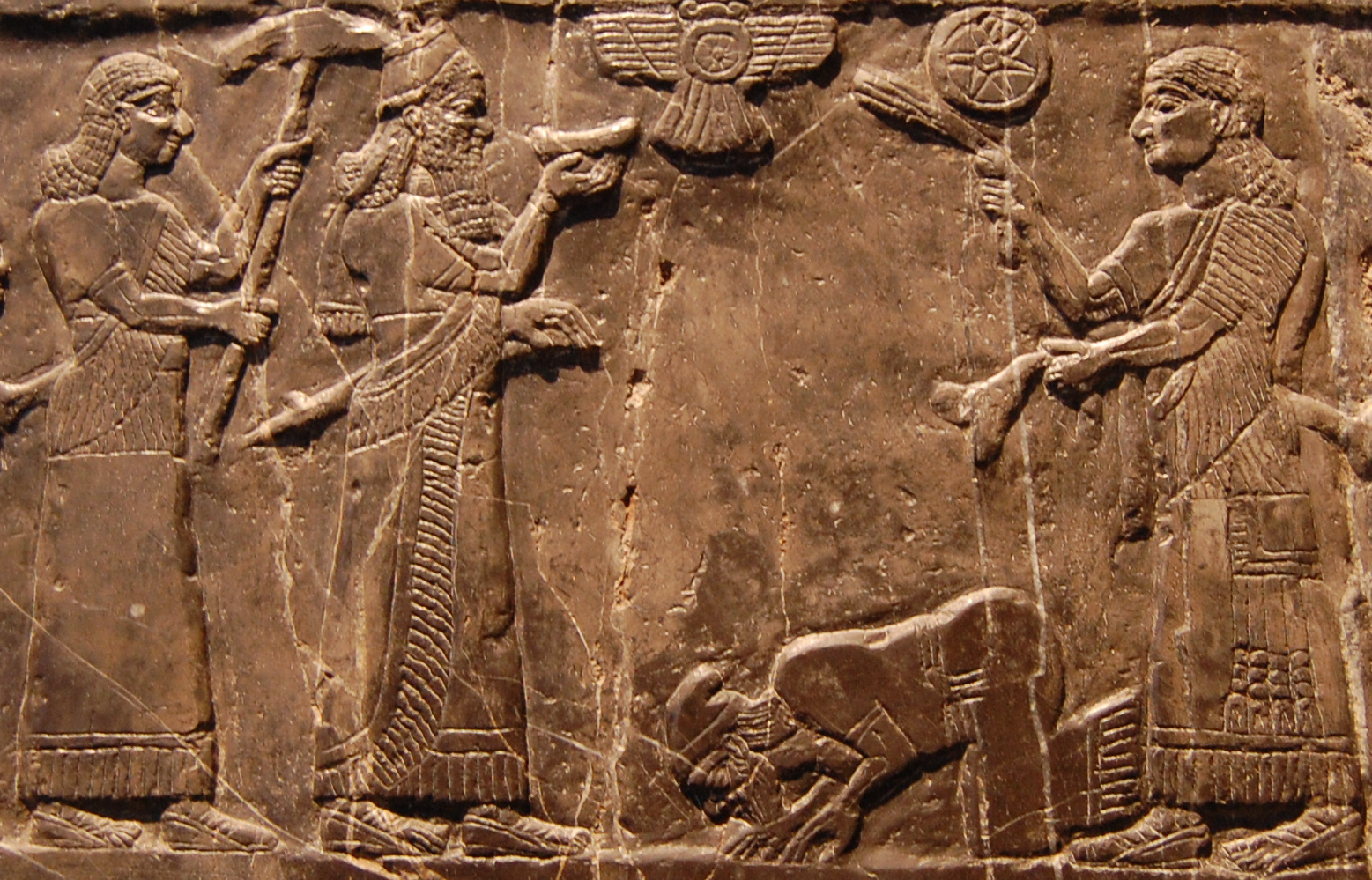
Jehu składa hołd królowi Salmanasarowi III, relief na Czarnym obelisku.

## Jehu w źródłach asyryjskich

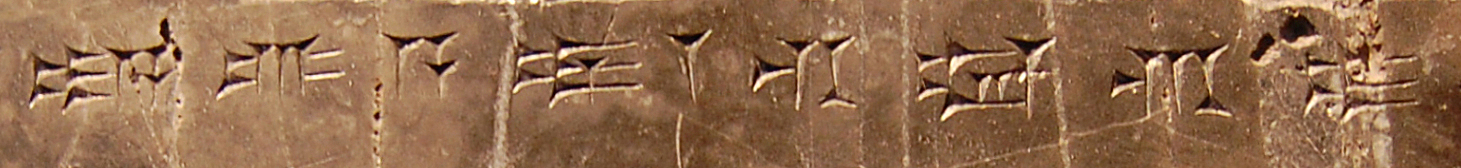
„Jehu, z rodu Omri” (ia-ú-a DUMU ^{m}hu-um-ri-i) – zapis w piśmie klinowym na czarnym obelisku Salmanasara III

Salmanasar III (858–825 p.n.e.), władca Asyrii, wymienia Jehu pośród podległych sobie królów. Na tzw. czarnym obelisku Salmanasara III, sławiącym militarne dokonania tego władcy, Jehu przedstawiony został w scenie składania trybutu królowi asyryjskiemu. Towarzysząca tej scenie inskrypcja w piśmie klinowym głosi:

Trybut Jehu, z rodu Omri (akad. mia-ú-a DUMU mhu-um-ri-i). Otrzymałem od niego srebro, złoto, złotą misę, złotą wazę z ostro zakończonym dnem, złote kubki, złote naczynia, cynę, berło (godne) królewskiej dłoni, włócznie.